# Sân bay Khujand
Sân bay Khudzhand là một sân bay ở Khudzhand, Tajikistan (IATA: LBD, ICAO: UTDL).  Sân bay này có một đường băng dài 3185 m rải nhựa đường.

## Các hãng hàng không và các tuyến điểm
- Orenburg Airlines (Orenburg)
- S7 Airlines (Moscow-Domodedovo, Novosibirsk, Chelyabinsk)
- Samara Airlines (Samara)
- Tajik Air (Dushanbe, Yekaterinburg, Kulyab, Moscow-Domodedovo, Novosibirsk, Samara, Kurgan-Tyube, Almaty)
- Tatarstan Airlines (Kazan, Nizhnekamsk)
- KrasAir (Krasnoyarsk)
- Ural Airlines (Yekaterinburg)
- UTair Aviation (Tyumen, Surgut)